# Perico Fernández
Pedro Fernández Castillejos (Zaragoza, 19 de octubre de 1952-Zaragoza, 11 de noviembre de 2016), más conocido como Perico Fernández, fue un boxeador español campeón mundial en la categoría de pesos ligeros en 1974 y 1975.

## Biografía
Perico Fernández nació en Zaragoza y se crio en el hospicio de Calatayud sin llegar a conocer a sus padres. Vio en el boxeo una salida profesional a su escasa preparación, y el 3 de mayo de 1970 se inició en el boxeo como aficionado. El 20 de mayo de 1972 celebró su primer combate como profesional en La Coruña, de la mano de su descubridor y entrenador Martín Miranda.
Los inicios de Perico Fernández fueron meteóricos. Despachaba rival tras rival en los primeros asaltos con poderosos golpes. Pero esa facilidad ponía en duda su valía, ya que sus adversarios no eran de primera fila y los aficionados se preguntaban qué sería de Perico cuando se enfrentara a buenos boxeadores. El 3 de marzo de 1973, vence en Zaragoza a Kid Tano y se proclama campeón de España a los puntos en 12 asaltos.
El 26 de julio de 1974, se proclama en Madrid campeón de Europa al vencer a Toni Ortiz por K.O. en el 12 asalto. Toni Ortiz era un boxeador bravo y nadie apostaba por Perico. El combate fue encarnizado y cuando parecía que se resolvería a los puntos, Perico acabó tumbando a su rival con una poderosa mano por la vía del cloroformo. Perico comenzaba de esta forma a ganarse la credibilidad de los buenos aficionados al boxeo, además del fervor de sus incondicionales que le vitoreaban desde siempre por sus victorias fulgurantes. El 24 de agosto de ese mismo año, defiende en Viareggio (Italia) el título europeo ante el italiano Pieru Cera, con victoria.
El título mundial superligero había quedado vacante por la marcha de Bruno Arcari a un peso superior. El 21 de septiembre de 1974, Perico Fernández se proclama en Roma campeón del mundo del peso superligero, versión WBC, ante al japonés Lion Furuyama, por victoria a los puntos.
El 19 de abril de 1975 defiende el título mundial ante João Henrique. En este combate, ante un boxeador estilista y de fino boxeo, un púgil de alta escuela, Perico sacó a relucir lo mejor de sí mismo y logró en una gran pelea dejar K.O. a su rival. Esta victoria encumbró a Perico entre los aficionados españoles como un gran boxeador que había pasado de ser un pegador alocado a un boxeador con argumentos. Quizás por ello la desilusión fue grande cuando el 15 de julio de 1975, en Bangkok, el tailandés Suansak Muangsurin lo noqueó en el octavo asalto arrebatándole el título mundial. La posterior revancha en Madrid en 1977 fue también ganada por Muangsurin a los puntos, y marcó el declive y la retirada de los rings de Perico Fernández.
Desde ese momento, Perico Fernández vivió retirado y dedicado a su afición favorita, la pintura. En sus últimos años subsistió en una precaria situación económica y llegó a pedir ayuda a través del diario Heraldo de Aragón al no tener ninguna fuente de ingresos, salvo los cuadros que pintaba y que vendía a sus conocidos, con la salud debilitada a causa de la diabetes y el alzhéimer. Murió el 11 de noviembre de 2016 en un hospital de Zaragoza.

## Palmarés
Combatió en 125 peleas oficiales, obteniendo 82 victorias, 47 de ellas por la vía del K.O., sufriendo 28 derrotas y declarándose 15 combates nulos.

### Principales combates
- 3 de marzo de 1973, Zaragoza. Vence a Kid Tano por puntos en 12 asaltos y se proclama campeón de España ligero.
- 6 de julio de 1973, Madrid. Vence a José Ramón Gómez Fouz por puntos en 12 asaltos y retiene su corona de campeón de España.
- 1 de marzo de 1974, Madrid. Vence a Manolo Calvo senior por KO técnico en 3 asaltos y retiene su corona de campeón de España.
- 26 de julio de 1974, Madrid. Vence a Tony Ortiz por KO en 12 asaltos y se proclama campeón de Europa superligero.
- 23 de agosto de 1974, Viareggio, Italia. Vence a Pietro Ceru por Nocaut en 2 asaltos y retiene su corona continental.
- 21 de septiembre de 1974, Roma, Italia. Vence a Lion Furuyama por puntos en 15 asaltos con decisión dividida y se proclama campeón del mundo superligero versión del consejo mundial de boxeo.
- 19 de abril de 1975, Barcelona. Vence a Joao Henrique por KO en 9 asaltos y retiene la corona mundial.
- 15 de julio de 1975, Bangkok, Tailandia. Es derrotado por Saensak Muangsurin por KO técnico en 8 asaltos, perdiendo su corona mundial.
- 9 de julio de 1976, Zaragoza. Vence a Fernand Roelands por KO en el primer asalto y se proclama campeón de Europa del peso ligero.
- 13 de noviembre de 1976, Bilbao. Vence a Giancarlo Usai por puntos en 15 asaltos y retiene su corona continental.
- 17 de junio de 1977, Madrid. Es derrotado de nuevo por Saensak Muangsurin en puntos en 15 asaltos y no logra recuperar la corona mundial superligero WBC.
- 17 de febrero de 1978, Madrid. Es derrotado por Jim Watt por puntos en 15 asaltos y pierde su corona continental.
- 12 de julio de 1978, Bilbao. Es derrotado por Fernando Sánchez por puntos en 12 asaltos y no logra conquistar la corona europea de los superligero.
- 6 de enero de 1980, Bilbao. Es derrotado por Jo Kimpuani por puntos en 12 asaltos y no logra conquistar la corona europea de los superligero.
- 28 de enero de 1983, Madrid. Vence a Alfonso Redondo por KO en 5 asaltos y se proclama campeón de España del peso Wélter.
- 21 de mayo de 1983, Zaragoza. Vence a Jesús García Marín por KO 2 asaltos reteniendo la corona nacional.
- 7 de julio de 1984, Perugia, Italia. Es derrotado por Gianfranco Rosi, por puntos en 12 asaltos y no logra conquistar la corona europea de los wélter.

## Condecoraciones
| Galardón                                            | Año  |
| --------------------------------------------------- | ---- |
| Cinturón Oro y Diamantes– Premio Deportivo FEAMYDC: | 2016 |

## Todos sus combates
| N.º | Resultado    | Balance    | Rival                      |       | Asalto  | Fecha      | Localidad              |
| --- | ------------ | ---------- | -------------------------- | ----- | ------- | ---------- | ---------------------- |
| 1   | Nulo         | 0-0-1      | José Luis González Carrera | PTS   | 6       | 20/5/1972  | Zaragoza               |
| 2   | Victoria     | 1-0-1      | Cristóbal Díaz             | PTS   | 6       | 3/6/1972   | Zaragoza               |
| 3   | Victoria     | 2-0-1      | Mariano Gascó              | PTS   | 8       | 15/7/1972  | Zaragoza               |
| 4   | Victoria     | 3-0-1      | Miguel Molleda             | PTS   | 8       | 21/7/1972  | Madrid                 |
| 5   | Derrota      | 3-1-1      | Kid Fígaro                 | DESC. | 5 (8)   | 3/8/1972   | Vigo                   |
| 6   | Nulo         | 3-1-2      | Cristóbal Díaz             | PTS   | 8       | 11/8/1972  | Madrid                 |
| 7   | Victoria     | 4-1-2      | Francisco Gómez Mojón      | PTS   | 8       | 15/9/1972  | Barcelona              |
| 8   | Victoria     | 5-1-2      | Abu Arrow                  | PTS   | 8       | 22/9/1972  | Barcelona              |
| 9   | Victoria     | 6-1-2      | Andrés Martín              | KO    | 2 (8)   | 6/10/1972  | Madrid                 |
| 10  | Victoria     | 7-1-2      | Bobby Guy                  | KOT   | 2 (8)   | 14/10/1972 | Zaragoza               |
| 11  | Victoria     | 8-1-2      | Antonio López Gallego      | DESC. | 2 (8)   | 28/10/1972 | Zaragoza               |
| 12  | Victoria     | 9-1-2      | Jaime Martín               | KO    | 4 (8)   | 10/11/1972 | Zaragoza               |
| 13  | Victoria     | 10-1-2     | Juan Pena                  | KOT   | 4 (8)   | 25/11/1972 | Zaragoza               |
| 14  | Victoria     | 11-1-2     | Sebastián González         | KOT   | 6 (8)   | 9/12/1972  | Zaragoza               |
| 15  | Victoria     | 12-1-2     | Juan Barros                | DESC. | 6 (8)   | 23/12/1972 | Zaragoza               |
| 16  | Nulo         | 12-1-3     | Fernando Bermejo           | PTS   | 8       | 27/1/1973  | Zaragoza               |
| 17  | Victoria     | 13-1-3     | Juan Barros                | PTS   | 8       | 3/2/1973   | Zaragoza               |
| 18  | Victoria     | 14-1-3     | Francisco Santaengracia    | DESC. | 3 (8)   | 17/2/1973  | Zaragoza               |
| 19  | Victoria     | 15-1-3     | Kid Tano                   | PTS   | 12      | 2/3/1973   | Zaragoza               |
| 20  | Nulo         | 15-1-4     | Santino Reali              | PTS   | 8       | 24/3/1973  | Zaragoza               |
| 21  | Victoria     | 16-1-4     | Manuel Gordillo            | KOT   | 1 (8)   | 4/5/1973   | Bilbao                 |
| 22  | Victoria     | 17-1-4     | Manuel Alcalá              | KOT   | 5 (8)   | 26/5/1973  | Zaragoza               |
| 23  | Nulo         | 17-1-5     | Luis Aisa                  | PTS   | 8       | 2/6/1973   | Zaragoza               |
| 24  | Victoria     | 18-1-5     | Fernando Tavares           | KOT   | 2 (10)  | 22/6/1973  | Madrid                 |
| 25  | Victoria     | 19-1-5     | José Ramón Gómez Fouz      | PTS   | 12      | 6/7/1973   | Madrid                 |
| 26  | Victoria     | 20-1-5     | Jesús Zarco Garbis         | DESC. | 6 (10)  | 28/7/1973  | Calatayud              |
| 27  | Victoria     | 21-1-5     | Carlos Cappella            | KO    | 8 (10)  | 31/8/1973  | Madrid                 |
| 28  | Victoria     | 22-1-5     | Omar Cabrera               | KO    | 1 (10)  | 6/9/1973   | Zaragoza               |
| 29  | Derrota      | 22-2-5     | Jean Pierre Younsi         | KOT   | 8 (10)  | 11/10/1973 | Madrid                 |
| 30  | Victoria     | 23-2-5     | Teo Benítez                | KO    | 2 (8)   | 23/11/1973 | Barcelona              |
| 31  | Nulo         | 23-2-6     | Luis Aisa                  | PTS   | 8       | 8/12/1973  | Zaragoza               |
| 32  | Nulo         | 23-2-7     | Raúl Molina                | PTS   | 8       | 14/12/1973 | Barcelona              |
| 33  | Nulo         | 23-2-8     | Jonathan Dele              | PTS   | 8       | 11/1/1974  | Madrid                 |
| 34  | Victoria     | 24-2-8     | Guillermo Pérez            | KO    | 3 (8)   | 26/1/1974  | Zaragoza               |
| 35  | Victoria     | 25-2-8     | Manuel Calvo               | KOT   | 3 (12)  | 1/3/1974   | Madrid                 |
| 36  | Victoria     | 26-2-8     | Juan Albornoz              | KOT   | 6 (10)  | 16/3/1974  | Santa Cruz de Tenerife |
| 37  | Victoria     | 27-2-8     | Fernando Bermejo           | PTS   | 8       | 23/3/1974  | Zaragoza               |
| 38  | Victoria     | 28-2-8     | Francisco Torres Arbizu    | KO    | 5 (10)  | 6/7/1974   | Zaragoza               |
| 39  | Victoria     | 29-2-8     | Antonio Ortiz              | KO    | 12 (15) | 26/7/1974  | Madrid                 |
| 40  | Victoria     | 30-2-8     | Piero Ceru                 | KOT   | 2 (15)  | 23/8/1974  | Viareggio              |
| 41  | Victoria     | 31-2-8     | Lion Furuyama              | PTS   | 15      | 21/9/1974  | Roma                   |
| 42  | Victoria     | 32-2-8     | Winston Noel               | KO    | 4 (10)  | 6/11/1974  | Madrid                 |
| 43  | Nulo         | 32-2-9     | Jonathan Dele              | PTS   | 10      | 10/1/1975  | Barcelona              |
| 44  | Derrota      | 32-3-9     | Romano Fanali              | PTS   | 10      | 21/2/1975  | Madrid                 |
| 45  | Victoria     | 33-3-9     | Joao Henrique              | KO    | 9 (15)  | 19/4/1975  | Barcelona              |
| 46  | Victoria     | 34-3-9     | Frank Medina               | PTS   | 10      | 6/6/1975   | Valencia               |
| 47  | Derrota      | 34-4-9     | Saensak Muangsurin         | KO    | 8 (15)  | 15/7/1975  | Bangkok                |
| 48  | Victoria     | 35-4-9     | Miguel Araujo              | KO    | 1 (10)  | 3/1/1976   | Zaragoza               |
| 49  | Nulo         | 35-4-10    | José Ramón Gómez Fouz      | PTS   | 10      | 30/1/1976  | Barcelona              |
| 50  | No disputado | 35-4-10-1  | José Luis Pacheco          | -     | 10 (10) | 27/2/1976  | Madrid                 |
| 51  | Victoria     | 36-4-10-1  | Carlos Foldes              | PTS   | 8       | 12/6/1976  | Zaragoza               |
| 52  | Victoria     | 37-4-10-1  | Fernand Roelands           | KOT   | 1 (15)  | 9/7/1976   | Zaragoza               |
| 53  | Victoria     | 38-4-10-1  | Miguel Molleda             | PTS   | 8       | 3/9/1976   | Madrid                 |
| 54  | Victoria     | 39-4-10-1  | Giancarlo Usai             | PTS   | 15      | 13/11/1976 | Bilbao                 |
| 55  | Victoria     | 40-4-10-1  | Jean Pierre Younsi         | KOT   | 5 (10)  | 1/4/1977   | Barcelona              |
| 56  | Derrota      | 40-5-10-1  | Saensak Muangsurin         | PTS   | 15      | 17/6/1977  | Madrid                 |
| 57  | Victoria     | 41-5-10-1  | Chris Davies               | PTS   | 8       | 16/9/1977  | Barcelona              |
| 58  | Victoria     | 42-5-10-1  | Antonio León               | PTS   | 10      | 17/12/1977 | Jerez de la Frontera   |
| 59  | Derrota      | 42-6-10-1  | Jim Watt                   | PTS   | 15      | 17/2/1978  | Madrid                 |
| 60  | Derrota      | 42-7-10-1  | Raúl Añón                  | PTS   | 8       | 20/5/1978  | La Coruña              |
| 61  | Derrota      | 42-8-10-1  | Fernando Sánchez           | PTS   | 12      | 12/7/1978  | Bilbao                 |
| 62  | Derrota      | 42-9-10-1  | Osvaldo Lopes              | PTS   | 8       | 21/10/1978 | Málaga                 |
| 63  | Victoria     | 43-9-10-1  | Katsuhiro Okubo            | KO    | 8 (10)  | 15/11/1978 | Tokio                  |
| 64  | Victoria     | 44-9-10-1  | Mario Molina               | KO    | 4 (10)  | 2/12/1978  | Zaragoza               |
| 65  | Victoria     | 45-9-10-1  | José Luis Fernández        | KOT   | 2 (8)   | 16/12/1978 | Huesca                 |
| 66  | Victoria     | 46-9-10-1  | José Carlos Díaz Requena   | KO    | 2 (8)   | 24/12/1978 | Lérida                 |
| 67  | Nulo         | 46-9-11-1  | Jesús Rodríguez de la Rosa | PTS   | 8       | 6/1/1979   | Bilbao                 |
| 68  | Victoria     | 47-9-11-1  | Manuel Llata               | KO    | 8 (8)   | 3/2/1979   | Santander              |
| 69  | Victoria     | 48-9-11-1  | Tony Martey                | PTS   | 8       | 10/2/1979  | Zaragoza               |
| 70  | Victoria     | 49-9-11-1  | Justice Ortiz              | KO    | 7 (8)   | 24/3/1979  | Santander              |
| 71  | Victoria     | 50-9-11-1  | Joe Román                  | KO    | 4 (8)   | 6/4/1979   | Bilbao                 |
| 72  | Victoria     | 51-9-11-1  | Jesús Rodríguez de la Rosa | PTS   | 8       | 5/5/1979   | Logroño                |
| 73  | Victoria     | 52-9-11-1  | Fernando Pérez             | KO    | 7 (8)   | 2/6/1979   | Miranda de Ebro        |
| 74  | Victoria     | 53-9-11-1  | Benny Huertas              | KO    | 1 (8)   | 15/6/1979  | Palma de Mallorca      |
| 75  | Victoria     | 54-9-11-1  | Bouchiba Messaoud          | KO    | 4 (8)   | 14/7/1979  | San Sebastián          |
| 76  | Victoria     | 55-9-11-1  | Mario Molina               | KO    | 2 (8)   | 11/8/1979  | San Sebastián          |
| 77  | Victoria     | 56-9-11-1  | Peter Bio                  | KO    | 6 (8)   | 4/10/1979  | León                   |
| 78  | Victoria     | 57-9-11-1  | Jesús Rodríguez de la Rosa | KO    | 2 (8)   | 20/10/1979 | Zaragoza               |
| 79  | Victoria     | 58-9-11-1  | Giancarlo Barabotti        | RET.  | 3 (8)   | 24/11/1979 | Zaragoza               |
| 80  | Victoria     | 59-9-11-1  | Jesús Durán                | KOT   | 2 (8)   | 1/12/1979  | Zamora                 |
| 81  | Derrota      | 59-10-11-1 | Jo Kimpuani                | PTS   | 12      | 6/1/1980   | Bilbao                 |
| 82  | Victoria     | 60-10-11-1 | Papo Villa                 | PTS   | 8       | 25/4/1980  | Barcelona              |
| 83  | Victoria     | 61-10-11-1 | Osvaldo Lopes              | KO    | 2 (8)   | 10/5/1980  | Zaragoza               |
| 84  | Derrota      | 61-11-11-1 | Tusikoleta Nkalankete      | PTS   | 8       | 13/6/1980  | Palma de Mallorca      |
| 85  | Nulo         | 61-11-12-1 | Carlos Morales             | PTS   | 8       | 5/7/1980   | Logroño                |
| 86  | No disputado | 61-11-12-2 | Manuel Lira                | -     | 8 (8)   | 22/7/1980  | Bilbao                 |
| 87  | Victoria     | 62-11-12-2 | Vincenzo Ungaro            | PTS   | 8       | 28/2/1981  | Zaragoza               |
| 88  | Victoria     | 63-11-12-2 | Antonio Torsello           | KOT   | 4 (8)   | 13/3/1981  | Vitoria                |
| 89  | Victoria     | 64-11-12-2 | Óscar Aparicio             | PTS   | 8       | 28/3/1981  | Albacete               |
| 90  | Derrota      | 64-12-12-2 | Ronald Zenon               | PTS   | 8       | 10/4/1981  | Madrid                 |
| 91  | Derrota      | 64-13-12-2 | Billy Waith                | PTS   | 8       | 16/5/1981  | Cartagena              |
| 92  | Victoria     | 65-13-12-2 | Carlos Morales             | KO    | 1 (8)   | 6/6/1981   | Zaragoza               |
| 93  | Derrota      | 65-14-12-2 | Ronald Zenon               | PTS   | 8       | 10/7/1981  | Madrid                 |
| 94  | Victoria     | 66-14-12-2 | Rafael Gutiérrez           | PTS   | 8       | 8/8/1981   | San Sebastián          |
| 95  | Nulo         | 66-14-13-2 | Rafael Gutiérrez           | PTS   | 8       | 22/8/1981  | San Sebastián          |
| 96  | Victoria     | 67-14-13-2 | José Manuel Domingo        | DESC. | 8 (8)   | 26/9/1981  | Zaragoza               |
| 97  | Victoria     | 68-14-13-2 | Osvaldo Lopes              | KO    | 2 (8)   | 9/10/1981  | Vitoria                |
| 98  | Victoria     | 69-14-13-2 | Mohammed el Kadoumi        | PTS   | 8       | 28/11/1981 | Zaragoza               |
| 99  | Victoria     | 70-14-13-2 | José Manuel Domingo        | KO    | 2 (8)   | 5/12/1981  | Utrera                 |
| 100 | Victoria     | 71-14-13-2 | Óscar Aparicio             | PTS   | 8       | 18/12/1981 | Palma de Mallorca      |
| 101 | Derrota      | 71-15-13-2 | Mohammed el Kadoumi        | PTS   | 8       | 26/12/1981 | Zaragoza               |
| 102 | Victoria     | 72-15-13-2 | José Carlos Díaz Requena   | KO    | 3 (8)   | 19/3/1982  | Zaragoza               |
| 103 | Victoria     | 73-15-13-2 | Jean Symos                 | KOT   | 2 (8)   | 29/4/1982  | Barcelona              |
| 104 | Victoria     | 74-15-13-2 | Salvador Pérez Ramos       | PTS   | 8       | 17/9/1982  | Las Palmas             |
| 105 | Derrota      | 74-16-13-2 | Joergen Hansen             | PTS   | 8       | 2/12/1982  | Ransen                 |
| 106 | Victoria     | 75-16-13-2 | Alfonso Redondo            | KO    | 5 (12)  | 28/1/1983  | Madrid                 |
| 107 | Victoria     | 76-16-13-2 | Tony Habermayer            | PTS   | 8       | 17/2/1983  | Madrid                 |
| 108 | Derrota      | 76-17-13-2 | Mbayo Wa Mbayo             | PTS   | 8       | 12/3/1983  | Zaragoza               |
| 109 | Victoria     | 77-17-13-2 | Young Marín                | KO    | 2 (10)  | 21/5/1983  | Zaragoza               |
| 110 | Victoria     | 78-17-13-2 | Juan Muñoz Holgado         | PTS   | 8       | 5/8/1983   | Madrid                 |
| 111 | Victoria     | 79-17-13-2 | Leo van der Aa             | KOT   | 2 (8)   | 2/12/1983  | Palma de Mallorca      |
| 112 | Derrota      | 79-18-13-2 | Hugues Samo                | PTS   | 8       | 2/2/1984   | Marsella               |
| 113 | Derrota      | 79-19-13-2 | Tony Habermayer            | PTS   | 8       | 23/3/1984  | San Fernando           |
| 114 | Nulo         | 79-19-14-2 | Rafael Gutiérrez           | PTS   | 8       | 6/4/1984   | Bilbao                 |
| 115 | Victoria     | 80-19-14-2 | Antonio Casado             | PTS   | 8       | 12/5/1984  | Zaragoza               |
| 116 | Victoria     | 81-19-14-2 | Rafael Gutiérrez           | PTS   | 8       | 16/6/1984  | Zaragoza               |
| 117 | Derrota      | 81-20-14-2 | Gianfranco Rosi            | PTS   | 12      | 7/7/1984   | Perugia                |
| 118 | Derrota      | 81-21-14-2 | Sylvester Mittee           | KOT   | 5 (10)  | 14/7/1984  | Bloomsbury             |
| 119 | Derrota      | 81-22-14-2 | Enrico Scacchia            | KO    | 4 (10)  | 7/6/1985   | Ginebra                |
| 120 | Victoria     | 82-22-14-2 | Mosimo Maeleke             | PTS   | 8       | 5/11/1985  | Barcelona              |
| 121 | Derrota      | 82-23-13-2 | Mosimo Maeleke             | PTS   | 8       | 17/12/1985 | Barcelona              |
| 122 | Derrota      | 82-24-14-2 | Víctor Fernández           | PTS   | 8       | 18/10/1986 | Collado Villalba       |
| 123 | Derrota      | 82-25-14-2 | Gonzalo Mencho             | PTS   | 8       | 28/3/1987  | Madrid                 |
| 124 | Derrota      | 82-26-14-2 | Gonzalo Mencho             | PTS   | 8       | 27/6/1987  | Zaragoza               |
| 125 | Nulo         | 82-26-15-2 | Víctor Fernández           | PTS   | 6       | 24/7/1987  | Ordicia                |
| 126 | Derrota      | 82-27-15-2 | Gonzalo Mencho             | PTS   | 8       | 15/8/1987  | Collado Villalba       |
| 127 | Derrota      | 82-28-15-2 | Gonzalo Mencho             | PTS   | 8       | 30/8/1987  | Valencia               |